# Thelypodiopsis vermicularis
Thelypodiopsis vermicularis là một loài thực vật có hoa trong họ Cải. Loài này được (S.L. Welsh & Reveal) Rollins miêu tả khoa học đầu tiên năm 1982.